# Melaloncha ustulata
Melaloncha ustulata är en tvåvingeart som beskrevs av Brown 2006. Melaloncha ustulata ingår i släktet Melaloncha och familjen puckelflugor.
Artens utbredningsområde är Costa Rica. Inga underarter finns listade i Catalogue of Life.